# Burgstall Lugsburg
Der Burgstall Lugsburg, auch Lo(o)sburg, Luxburg, Luchsburg, ist eine abgegangene Höhenburg bei 750 m ü. NN auf dem Areal des Luisenburg-Felsenlabyrinths beim oberfränkischen Wunsiedel.

## Geschichte
Die kleine Felsenburg wurde vermutlich im 12. Jahrhundert angelegt und frühzeitig wieder aufgegeben. Heinrich Gradl berichtet von einer Zerstörung der Burg als „Raubnest“ durch die Stadt Eger. Die Stadt Eger hatte sich lange Zeit des umliegenden Landadels zu erwehren. Übergriffe gingen auch vom Epprechtstein aus. Albrecht Nothaft von Thierstein verkaufte den Burgstall im Jahr 1352 an den Nürnberger Burggrafen. Der Heimatforscher Johann Theodor Benjamin Helfrecht beschreibt deren Reste, hauptsächlich in Form einer Mauerecke mit Schießscharte und einer Treppe. Johann Christoph Stierlein fertigte eine maßstabsgetreue Karte samt Skizzen. Mit der Erschließung des Geländes für das Felsenlabyrinth beschäftigte man sich auch mit der Geschichte der Burg, was in einer der ersten Aufführungen der Luisenburg-Festspiele verarbeitet wurde. Heute sind nur noch wenige niedrige und teils überwachsene Mauern zu finden.
Diese nördliche Anlage ist von einer südlichen weiteren kleinen Anlage zu unterscheiden, von der allerdings keine Mauerspuren erhalten geblieben sind. An ihrer Stelle befindet sich die Aussichtsplattform Mariannenhöhe mit einer aus Trümmern der Burg errichteten romantisierenden künstlichen Ruine.
Eine Sage von den Raubrittern auf der Burg, die einen ungeheuren Goldschatz angehäuft und im Keller der Burg versteckt haben, ist von Ludwig Bechstein überliefert. Weiterhin schildert eine Sage, wie die Egerer mit einer List in die Burg eindringen und sie zerstören konnten. Die unentdeckte „Burgvögtin“ stürzte sich aus der brennenden Burg und irrt seither als Geist durch die angrenzenden Wälder. Nach Helfrecht verkleideten sich Leute aus Eger wie die ausgerückten Burgleute und machten mit dieser List die verbliebene Burgbesatzung nieder und zündeten die Burg an. Gustav Schmidt schildert weitere Sagen von Schätzen und einer Geisterprinzessin in unterirdischen Gewölben. Eine weitere Sage vom Kapellenberg berichtet von einer Nonne, die zu ihrem Geliebten auf die Lugsburg floh. Sie hatte ihr Kind im Moor ertränkt und erscheint seither dort als Geist.